# Давід Ельазар
Давід Ельазар (івр. דוד אלעזר; 27 серпня 1925 — 15 квітня 1976) — начальник штабу Армії оборони Ізраїлю (ЦАГАЛЬ). Обіймав цю посаду з 1972 по 1974 рік. Він був змушений піти у відставку після війни Судного дня.

## Раннє життя
Давід Ельазар народився 1925 року в Сараєво (Югославія). У 1940 році емігрував до Палестини за програмою Молодіжної алії та оселився в кібуці Ейн-Шемер. Невдовзі він приєднався до Пальмаху та брав участь у багатьох важливих битвах під час арабо-ізраїльської війни 1948 року, включаючи битву біля монастиря Сан-Симон в Єрусалимі. Спершу був солдатом. Він швидко просувався службовою драбиною, зрештою став командиром знаменитого батальйону Га-Порцим бригади Гарель.

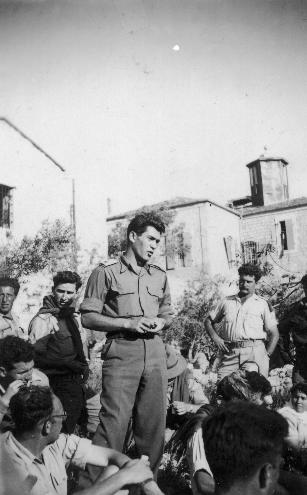
Девід Елазар звертається до членів бригади Гарель. 1948 рік. Рафаель Ейтан стоїть ліворуч.

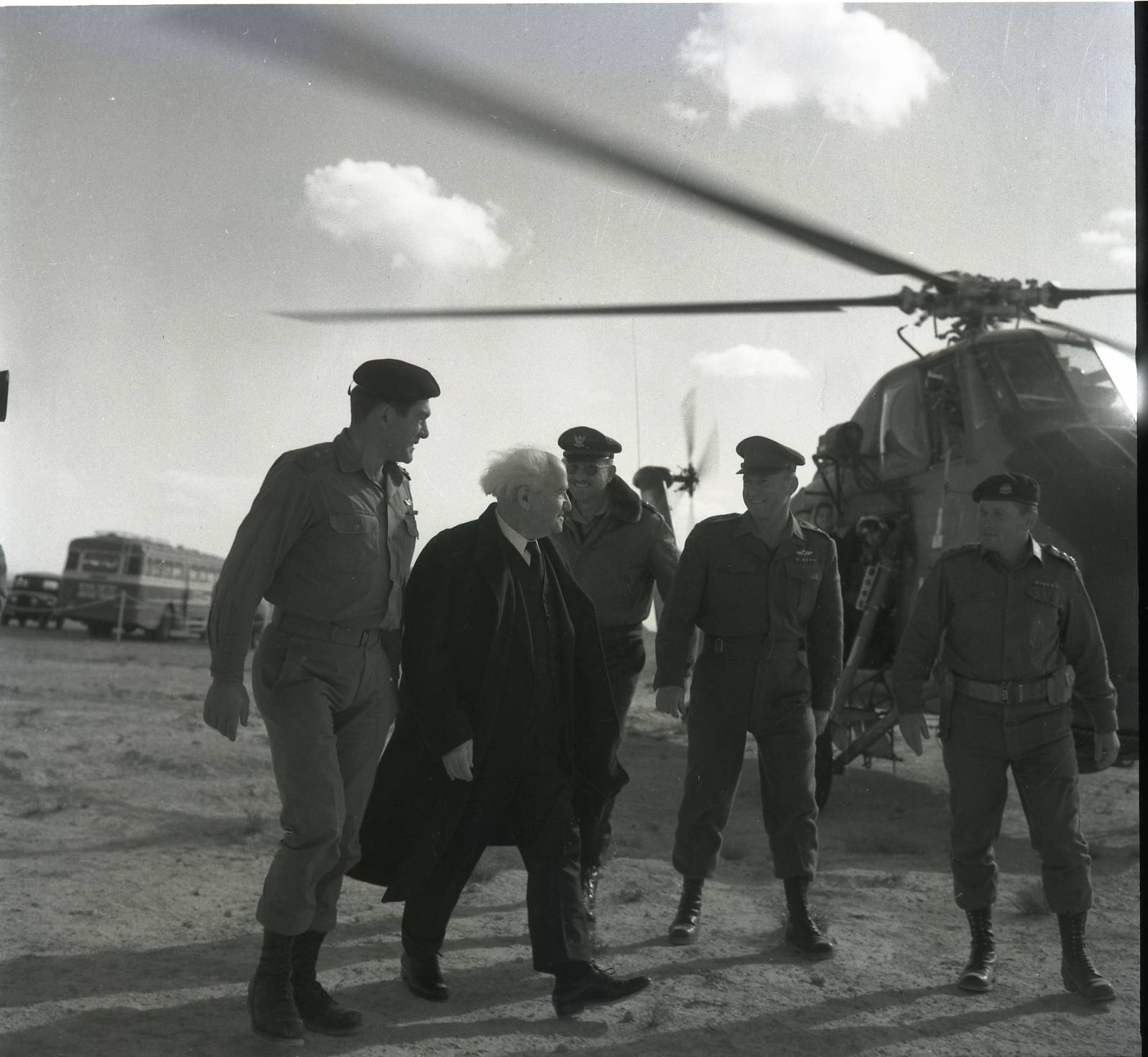
Давид Елазар праворуч від Давида Бен-Гуріона та інших офіцерів. 1962 рік.

Елазар залишився в армії після війни, перейшовши в бронетанковий корпус після Синайської кампанії 1956 року. Він служив заступником командира корпусу Хаїма Бар-Лева. Отримав посаду командувача бронетанковим корпусом у 1961 році. Він залишався на цій посаді до 1964 року, коли його призначили начальником Північного командування, і займав цю посаду до 1969 року. Під час Шестиденної війни 1967 року він був ключовим прихильником окупації стратегічних Голанських висот, які тоді були частиною Сирії.
Після війни Ельазар обіймав посаду головного оперативного офіцера Генерального штабу. 1 січня 1972 року призначений начальником штабу.

## Начальник Генерального штабу
Перші місяці перебування на посаді присвятив боротьбі з тероризмом. 30 травня Червона армія Японії вбила 25 мирних жителів і поранила ще 71 під час нападу на аеропорт Лод, провідний транспортний вузол Ізраїлю (див.: Різня в аеропорту Лод). 5 вересня того ж року інша група напала на ізраїльських спортсменів на літніх Олімпійських іграх в Мюнхені. Напад став відомий як Мюнхенська різанина. У відповідь на ці атаки Елазар віддав наказ про найбільший удар по палестинських базах у Сирії та Лівані. Три сирійські літаки було збито, а десятки федаїнів загинули під час потужного артилерійського обстрілу. Під час операції «Джерело молодості», яка відбулася в ніч з 9 на 10 квітня 1973 року, десятки інших палестинців, включаючи кількох ключових палестинських лідерів, були вбиті в Бейруті ЦАХАЛОМ.
Одним із рішень, прийнятих Ельазаром під час його перебування на посаді, був наказ збити лівійський пасажирський літак, який увійшов в повітряний простір Ізраїлю і, як підозрювалося, виконував терористичну місію, бо не відреагував. Літак був збитий ізраїльськими ВПС над Синайським півостровом за прямим наказом Елазара, убивши понад 100 мирних жителів. Лише пізніше з'ясувалося, що це був цивільний літак, який допустив навігаційну помилку.
27 травня 1973 року Армія оборони Ізраїлю оголосила надзвичайний стан, і у відповідь на рух єгипетських військ. НП скасували, коли з'ясувалося, що це лише навчання. Ця подія справила великий вплив на Генеральний штаб, оскільки змусила їх повірити, що єгипетські війська не готувалися до війни пізніше того ж року, на Йом Кіпур. Однак згодом стало очевидно, що ці часті маневри, які проводили єгиптяни, були частиною продуманого плану, який мав на меті заплутати ізраїльтян щодо справжніх намірів пересування єгипетських військ під час фактичної атаки.
13 вересня Ізраїль збив тринадцять сирійських винищувачів, які намагалися збити ізраїльський літак.

## Війна Судного дня

### Події напередодні війни
У 1957 році Ізраїль був змушений під тиском Америки вийти з Синаю, який він окупував після нападу на Єгипет за рік до того. Закриття Тиранської протоки для ізраїльських кораблів президентом Єгипту Гамалем Абделем Насером у 1967 році стало однією з головних причин війни 1967 року, під час якої Ізраїль знову окупував Синайський півострів.
1 жовтня 1973 року армії Єгипту та Сирії були приведені в бойову готовність. Через помилкову оцінку розвідки та неправильні рішення ізраїльських військових ЦАГАЛЬ відповів лише обмеженими заходами, було призвано кілька резервних підрозділів, і було визначено, що війна була «малоймовірною». Вранці 6 жовтня (на Йом Кіпур) Елазар нарешті переконався, що війна справді почнеться того самого дня, хоча начальник військової розвідки генерал-майор Елі Зеїра та міністр оборони Моше Даян все ще вважали, що це малоймовірно.

### Війна
О 14:00 в день Йом Кіпура армії Єгипту та Сирії розпочали скоординовану атаку на Ізраїль. Багато в чому це стало несподіванкою для ЦАХАЛу та його командування.
Після серії запеклих боїв, спрямованих на блокування армій вторгнення, невдалого контрнаступу на Синаї та великих втрат ізраїльської авіації та сухопутних військ, вторгнення було нарешті зупинено. 11 жовтня на півночі були відкинуті війська через сирійський кордон, а 16 жовтня ізраїльські війська під командуванням генерала Аріеля Шарона перетнули Суецький канал .
У перші дні боїв Ельазар був одним із небагатьох ізраїльських командирів, якому вдалося зберегти холоднокровність і навіть зберегти оптимістичний погляд на розвиток події. Це особливо різко контрастувало з політичним керівництвом, особливо з Моше Даяном, який говорив про «знищення Третьої Єврейської Співдружності». Водночас війна підкреслила різкі особисті розбіжності серед вищого військового керівництва, особливо на Південному фронті — деякі з цих розбіжностей ще належить вирішити. В якийсь момент бойових дій Елазар був змушений замінити начальника Південного командування генерал-майора Шмуеля Гонена (відомого як «Городіш») на колишнього начальника генерального штабу Хаїма Бар-Лева. Він також заручився допомогою генералів Рехавама Зееві та Аарона Яріва, які нещодавно пішли у відставку з ЦАГАЛю, як своїх спеціальних радників.
До кінця війни ЦАГАЛ проник глибоко на територію Сирії. Гора Гермон, яка була захоплена в Ізраїлю на початку війни, повернулася під ізраїльський контроль. На Південному фронті Третя єгипетська армія була оточена на Синаї, а ізраїльські війська зайняли південний сектор західного берега Суецького каналу, використовуючи нетрадиційну тактику генерала Аріеля Шарона. Проте, незважаючи на ці військові досягнення, Ізраїль дорого заплатив жертвами. Єгиптяни все ще утримували деякі території на схід від каналу, і жодне з великих міст не було захоплено. Незважаючи на те, що Суец потрапив в облогу, битва за Суец врешті-решт була провалом Ізраїлю, коштуючи 80 вбитих військовослужбовців ЦАГАЛю, 120 поранених і 40 знищених танків.

### Наслідки
Високий рівень втрат і той факт, що Ізраїль був виявлений непідготовленим як з точки зору розвідки, так і з точки зору операцій, призвели до хвилі громадських протестів по всій країні.
21 листопада, щойно закінчилася війна, була створена комісія на чолі з головою Верховного суду Шмуелем Аґранатом для розслідування того, чому ЦАГАЛЬ був так погано підготовлений до війни. Комісія збиралася кілька місяців. Вона провела 140 засідань і вислухала десятки свідків, перш ніж оприлюднити свій проміжний звіт 1 квітня 1974 року, закликаючи зняти Ельазара з посади керівника штабу. У звіті зазначено, що «Ельазар несе особисту відповідальність за оцінку ситуації та готовність ЦАГАЛю», і рекомендовано звільнити його та начальника військової розвідки Елі Зеїру з посад.
Ельазар негайно подав уряду заяву про відставку, заявивши, що з ним погано поводилися, особливо тому, що в доповіді не пропонувалося вводити санкції проти політичного керівництва країни. Він також скаржився, що його дії під час війни ніколи не розглядалися.
15 квітня 1976 року він помер від серцевого нападу під час плавання. Похований на горі Герцля в Єрусалимі.